# Jatropha ribifolia
Jatropha ribifolia är en törelväxtart som först beskrevs av Johann Baptist Emanuel Pohl, och fick sitt nu gällande namn av Henri Ernest Baillon. Jatropha ribifolia ingår i släktet Jatropha och familjen törelväxter.

## Underarter
Arten delas in i följande underarter:
- J. r. ambigua
- J. r. ribifolia